# Канет-ло-Роч
Канет-ло-Роч (валенс. Canet lo Roig, ісп. Canet lo Roig) — муніципалітет в Іспанії, у складі автономної спільноти Валенсія, у провінції Кастельйон. Населення — 870 осіб (2010).

## Географія
Муніципалітет розташований на відстані близько 330 км на схід від Мадрида, 65 км на північ від міста Кастельйон-де-ла-Плана.

## Демографія
Динаміка населення (INE ):

## Галерея зображень

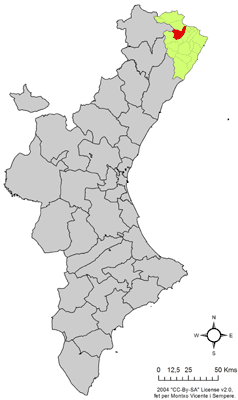
Розташування муніципалітету Канет-ло-Роч у автономній спільноті Валенсія
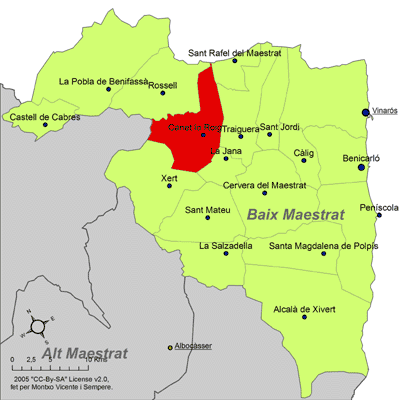
Розташування муніципалітету Канет-ло-Роч у комарці Бахо-Маестрасго